# Freiberger Lebensmittel
Freiberger Lebensmittel GmbH er en tysk fødevarevirksomhed, der fremstiller forskellige kølede og frosne fødevareprodukter etc. pizza, snacks og pastaprodukter. Virksomheden har hovedkvarter i Berlin med produktion i Berlin, Muggensturm, Osterweddingen, Burg samt Oberhofen (Østrig), Westhoughton (Storbritannien) og fem steder i USA. Freiberger har 3.800 ansatte og en årsomsætning på ca. 1,3 mia. euro.
Virksomheden blev etableret som et pizzabageri med 20 ansatte af Ernst Freiberger i 1976. I 1986 åbnede Freiberger Europas største pizzafabrik ved Berlin.
Freiberger Lebensmittel er et datterselskab af Südzucker.